# Surzur
Surzur [syʁzyʁ] est une commune française, située dans le département du Morbihan en région Bretagne.

## Toponymie
Le nom de la localité est attesté sous la forme Sirzur en 1304.
Son nom breton est Surzhur.

## Géographie

### Situation
La commune de Surzur est située entre :
- la presqu'île de Rhuys au sud-ouest, avec la commune de Sarzeau ;
- la rivière de Pénerf au sud, avec les communes du Tour-du-Parc (sud-ouest), de Damgan (sud-est) et d'Ambon (est) ;
- le golfe du Morbihan avec les communes de l'ouest : Saint-Armel, Le Hézo et Theix-Noyalo ;
- enfin au nord de la commune, La Trinité-Surzur et Lauzach.

Surzur fait partie du parc naturel régional du golfe du Morbihan. 
| Noyalo                   | Theix, La Trinité-Surzur | Lauzach |
| Le Hézo, Saint-Armel     | Surzur                   | Ambon   |
| Sarzeau, Le Tour-du-Parc | Océan Atlantique Damgan  |         |

### Hydrographie
Pour un article plus général, voir Réseau hydrographique du Morbihan.
La commune est située dans le bassin Loire-Bretagne. Elle a un réseau hydrographique important, notamment à cause des nombreux étangs et marais jouxtant la rivière de Pénerf et la rivière de Sarzeau. Elle est drainée par le Penerf, le Born, le Pont Bugat, le Sarzeau, le Bénézec, le Lamblat, le Penbulzo, le ruisseau de Belhorno, le ruisseau de Kerbiscon, le ruisseau de Kerbliher, le Vinihy, l'Epinay, l'étier de Lic et divers autres petits cours d'eau,.
Le Pénerf, d'une longueur de 25 km, prend sa source dans la commune de Berric et se jette  dans l'Océan Atlantique en limite de Le Tour-du-Parc et de Damgan, après avoir traversé cinq communes. 

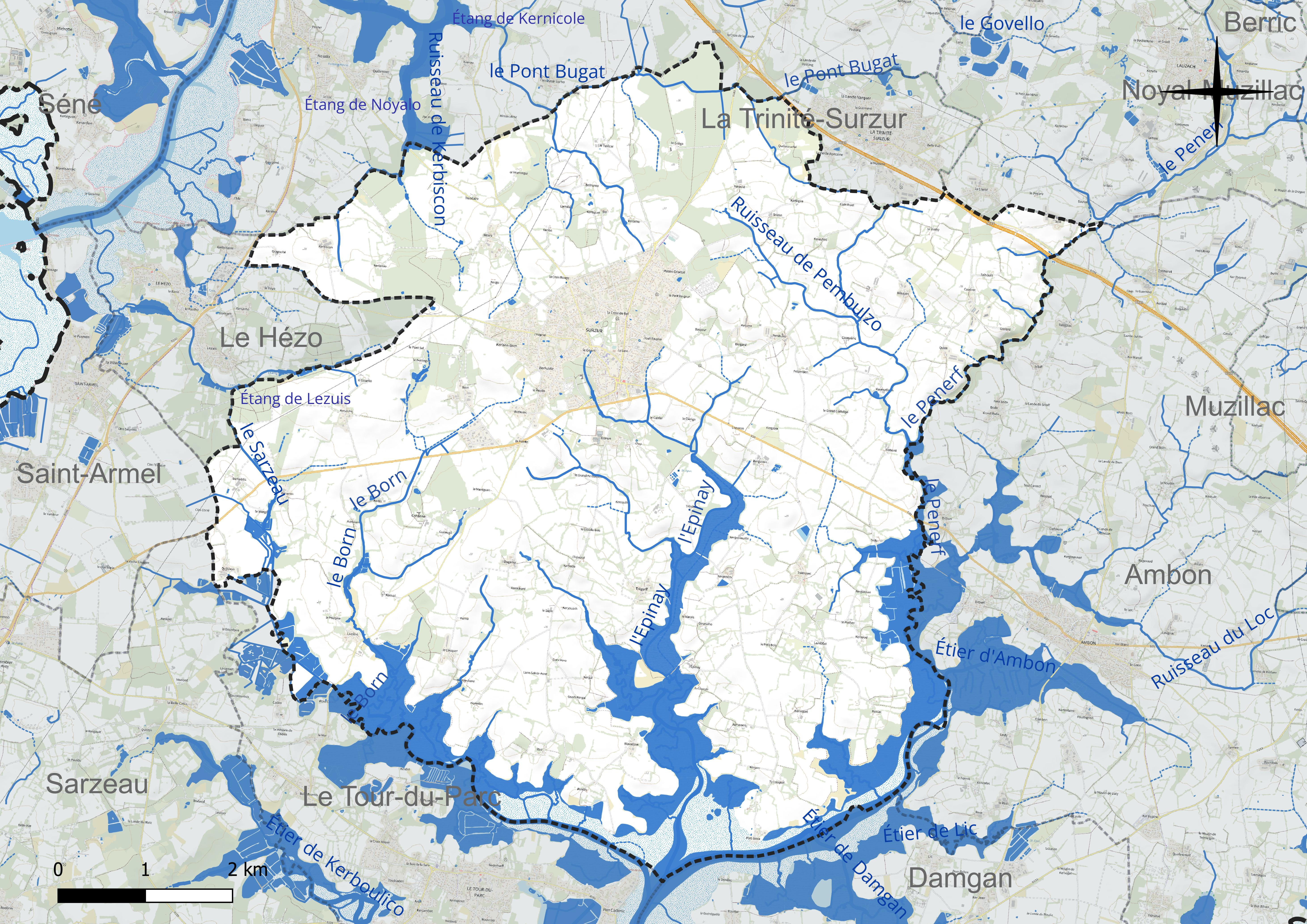
Réseau hydrographique de Surzur.

Deux plans d'eau complètent le réseau hydrographique : l'étang de Lezuis, d'une superficie totale de 0,2 ha (0,05 ha sur la commune) et l'étang de Noyalo, d'une superficie totale de 82,5 ha (1,8 ha sur la commune),.

### Climat
Pour des articles plus généraux, voir Climat de la Bretagne et Climat du Morbihan.
En 2010, le climat de la commune est de type climat océanique franc, selon une étude du Centre national de la recherche scientifique s'appuyant sur une série de données couvrant la période 1971-2000. En 2020, Météo-France publie une typologie des climats de la France métropolitaine dans laquelle la commune est exposée à un climat océanique et est dans la région climatique  Bretagne orientale et méridionale, Pays nantais, Vendée, caractérisée par une faible pluviométrie en été et une bonne insolation. Parallèlement l'observatoire de l'environnement en Bretagne publie en 2020 un zonage climatique de la région Bretagne, s'appuyant sur des données de Météo-France de 2009. La commune est, selon ce zonage, dans la zone « Littoral doux », exposée à un climat venté avec des étés cléments.  
Pour la période 1971-2000, la température annuelle moyenne est de 12,1 °C, avec une amplitude thermique annuelle de 11,9 °C. Le cumul annuel moyen de précipitations est de 829 mm, avec 12,6 jours de précipitations en janvier et 6,2 jours en juillet. Pour la période 1991-2020, la température moyenne annuelle observée sur la station météorologique la plus proche, située sur la commune de Séné à 9 km à vol d'oiseau, est de 12,6 °C et le cumul annuel moyen de précipitations est de 899,0 mm,. Pour l'avenir, les paramètres climatiques de la commune estimés pour 2050 selon différents scénarios d’émission de gaz à effet de serre sont consultables sur un site dédié publié par Météo-France en novembre 2022.

### Accès et transports

#### Voies routières
La commune est traversée d'est en ouest par la D 20, principale voie routière de la commune, qui dessert de nombreux hameaux ou écarts, et le bourg. Elle partage la commune en deux parties distinctes : au nord de la D 20, la campagne est plutôt tournée vers l'intérieur des terres, tandis qu'au sud de la D 20, la campagne est plutôt tournée vers la mer, la rivière de Pénerf et la presqu'île de Rhuys.
La D 195, qui relie Noyalo à Le Tour-du-Parc via le bourg de Surzur.
La D 183, qui permet la jonction entre la voie expresse de Vannes à Nantes, la N 165, mais aussi la liaison avec les villages situés à l'intérieur des terres, comme La Trinité-Surzur, Sulniac ou Le Gorvello.
Les nombreuses voies communales permettant de relier les nombreux hameaux, lieux-dits ou écarts souvent assez éloignés du chef-lieu de commune, le bourg de Surzur. Les principales sont les routes de Port-Groix, de Pentès, de Le Hézo ou de Lauzach.

#### Transports en commun
La commune est desservie quotidiennement par Kicéo, entreprise de transport vannetais ligne 22 Vannes Libération - Surzur centre.

### Lieux-dits et écarts
La principale agglomération de la commune est le bourg de Surzur, qui occupe une position centrale sur la commune. Mais la campagne compte quant à elle de très nombreux hameaux ou simples lieux-dits, parfois isolés et éloignés du bourg, ainsi le plan officiel en recense 114, reliés par un important réseau de routes vicinales dont un grand nombre se termine en impasse. Certains de ces hameaux sont assez anciens, groupant des fermes construites entre le XVIe siècle et la fin du XVIIe siècle, mais la plupart virent le jour au cours du XIXe siècle où beaucoup de landes furent mises en culture. Il faut aussi rajouter certains anciens hameaux disparus comme Kercouline entre Trévinec et Trégorff. En voici la liste des principaux :
Au sud de la D20 :
- Brarun (Sainte Hélène)
- Trémoyec (Saint Marc)
- Bagarne
- Kerbocen
- Lambré
- Pentès
- Port-Groix (Porh Groez)
- Cohanno
- Quibéran
- Trégorff
- L'Epinay, propriété des Rosmadec du Plessis avant la Révolution de 1789. Les ponts de l'Epinay sont une réalisation du début du XIXe siècle, à l'initiative du Hollandais Jacobson sur le modèle des polders néerlandais.
- Blavasson

Au nord de la D 20 :
- Le bourg
- Saint-Louis
- Bilaire
- Pembulzo
- Cosquéric
- Borne
- Bénézec
- Kerlann
- Borne

## Histoire

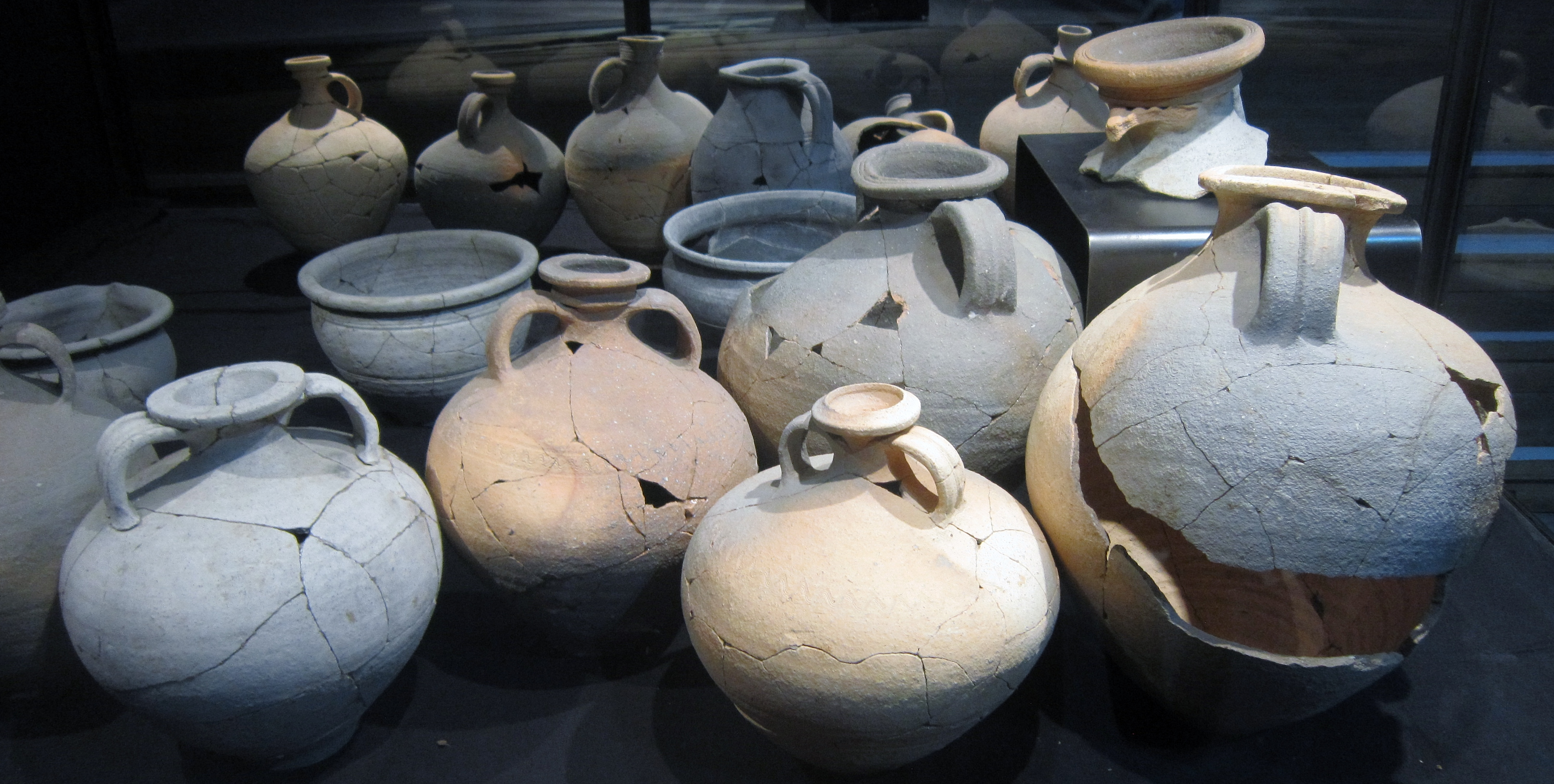
Céramiques provenant d'un atelier de potiers situé à Liscorno en Surzur (IIIe siècle après J.-C., époque gallo-romaine).

Surzur fut peuplée par les Celtes qui y ont laissé des traces. Il existe encore des menhirs, notamment au lieu-dit Bergard.  La voie romaine Vannes-Nantes passait par Surzur. Près de ladite voie, récemment mise au jour, on a retrouvé les restes de l'atelier d'un potier qui daterait du IVe siècle. De nombreux matériaux archéologiques recueillis sur la commune (hameau de Trégorf) constituent des pièces maitresses du musée d'archéologie de Vannes.
Au VIIIe siècle, c'est au tour des Bretons de s'installer.
La paroisse de Surzur ne comptait pas moins d'une vingtaine de petites seigneuries réparties dans toute la campagne.
Les Templiers auraient laissé quelques traces (ancien moulin à marée de l'Espinaye - terminologie templière - dont il ne reste actuellement que la digue supportant un chemin rural).
Surzur fut érigée en commune en 1790. Chef-lieu de canton (circonscription de l'actuel canton de Vannes-Est), le territoire communal regroupait jusqu'à son érection en entité autonome, l'actuelle commune de la Trinité-Surzur.
Lors de la Seconde Guerre mondiale, les Allemands occupèrent le manoir de Pérénes, propriété de la famille Garaby de Pierrepont.
Le général comte Henri du Fresne de Virel, châtelain en Surzur au château du Grégo, est un héros de la résistance. Né en 1897, il est décoré de la Croix de Guerre 1914-1918 et de celle de 1939-1945. Il s'engage en 1940 à l'ORA sous les ordres du général Frère. Torturé en août 1944, il meurt le 5 mars 1945 et repose au cimetière de Surzur. Une section de la D 183 porte son nom.
Xavier de Langlais (1906-1975), propriétaire - et restaurateur en 1962 - du manoir de Kohanno, fut un peintre, décorateur d'église, écrivain, bretonnant et régionaliste. Il est surtout connu aujourd'hui pour La Technique de la Peinture à l'Huile, qui fait autorité encore aujourd'hui dans ce domaine. S'il est inhumé à Sarzeau, il a vécu à Surzur et a réalisé en l'église Saint-Symphorien la décoration de la chapelle latérale. Une place du bourg porte son nom.
Commune essentiellement rurale jusque vers 1975, elle a su se diversifier pour devenir une des communes les plus attractives du Vannetais. Dans la campagne, de nombreuses fermes ont été restaurées, et des pavillons s'étendent au nord du bourg. La population fluctuante de la commune croît fortement depuis quelques années à cause de la proximité de Vannes et de la N 165.

## Urbanisme

### Typologie
Au 1er janvier 2024, Surzur est catégorisée bourg rural, selon la nouvelle grille communale de densité à sept niveaux définie par l'Insee en 2022.
Elle appartient à l'unité urbaine de Surzur, une unité urbaine monocommunale constituant une ville isolée,. Par ailleurs la commune fait partie de l'aire d'attraction de Vannes, dont elle est une commune de la couronne,. Cette aire, qui regroupe 47 communes, est catégorisée dans les aires de 50 000 à moins de 200 000 habitants,.
La commune, bordée par l'océan Atlantique, est également une commune littorale au sens de la loi du 3 janvier 1986, dite loi littoral. Des dispositions spécifiques d’urbanisme s’y appliquent dès lors afin de préserver les espaces naturels, les sites, les paysages et l’équilibre écologique du littoral, tel le principe d'inconstructibilité, en dehors des espaces urbanisés, sur la bande littorale des 100 mètres, ou plus si le plan local d’urbanisme le prévoit.

### Occupation des sols
L'occupation des sols de la commune, telle qu'elle ressort de la base de données européenne d’occupation biophysique des sols Corine Land Cover (CLC), est marquée par l'importance des territoires agricoles (87,3 % en 2018), en diminution par rapport à 1990 (89,2 %). La répartition détaillée en 2018 est la suivante : 
terres arables (61,6 %), zones agricoles hétérogènes (20 %), forêts (6,8 %), prairies (5,6 %), zones urbanisées (4,5 %), zones humides côtières (0,9 %), zones humides intérieures (0,6 %). L'évolution de l’occupation des sols de la commune et de ses infrastructures peut être observée sur les différentes représentations cartographiques du territoire : la carte de Cassini (XVIIIe siècle), la carte d'état-major (1820-1866) et les cartes ou photos aériennes de l'IGN pour la période actuelle (1950 à aujourd'hui).

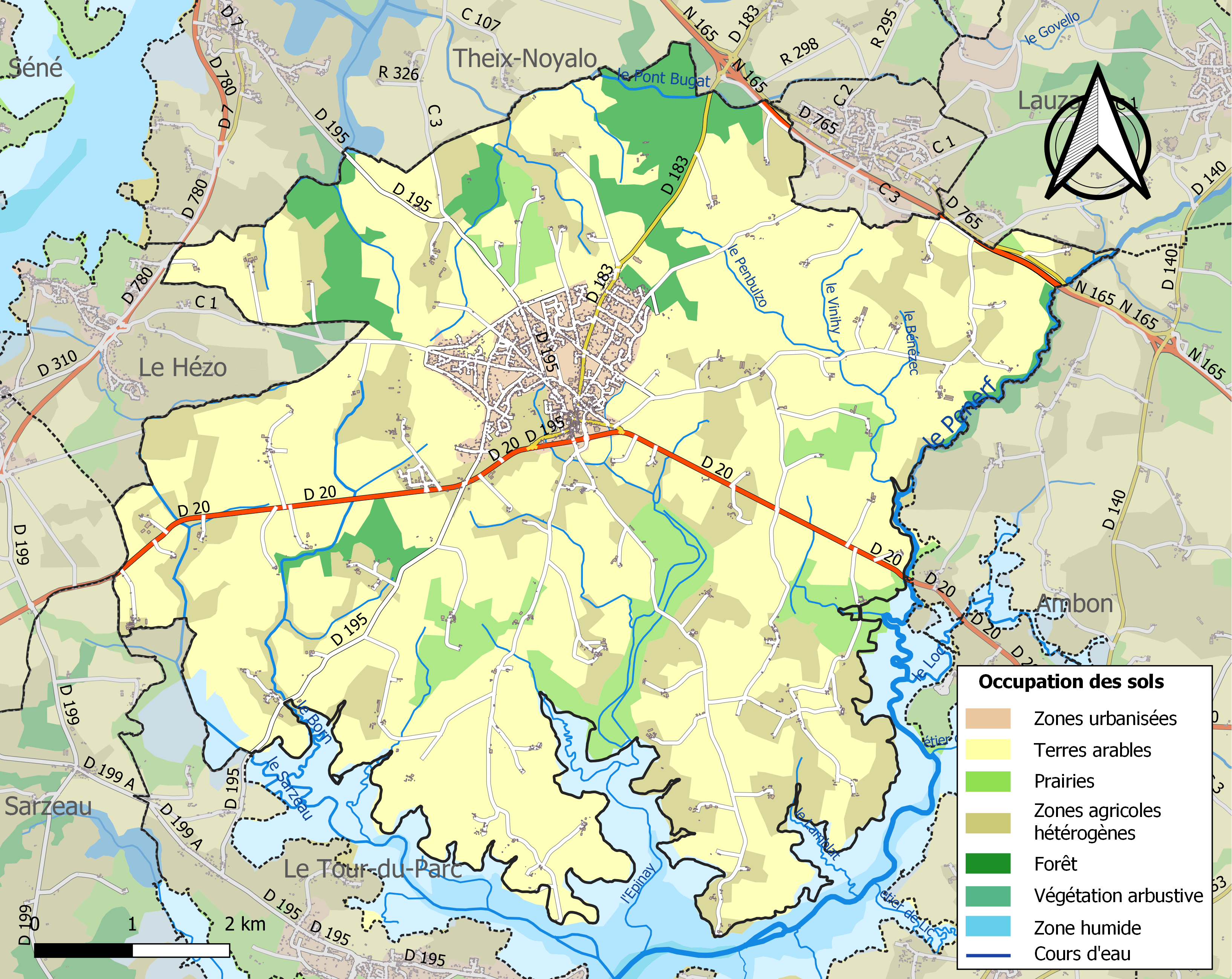
Carte des infrastructures et de l'occupation des sols de la commune en 2018 (CLC).

### Morphologie urbaine
Le bourg, situé sur un point culminant au centre de la commune, s'est considérablement développé depuis les années 1980.  Il s'est formé autour de l'église Saint-Symphorien, dont les origines remontent jusqu'au XIe siècle, et de la chapelle Notre-Dame-de-Recouvrance (XVe siècle). La Grande Rue, la Petite Rue et la place de l'Église conservent des maisons anciennes des XVIIe, XVIIIe et XIXe siècles. Le vaste parc boisé du manoir de Pérénès, à l'ouest du bourg, en retrait de l'ancienne route de Sarzeau, limite l'étalement du bourg ; tandis que la D 20 le limite au sud, ce qui crée un étalement pavillonnaire excentré, puisqu'il s'est développé essentiellement au nord, le long de la route de Sulniac, et se poursuit aujourd'hui jusqu'aux bois du Grégo (Motten Graëtal). Le reste de la commune présente plutôt un habitat dispersés constitués par de nombreuses fermes isolées reliées par un système complexe de chemins vicinaux. Certaines fermes sont agglomérées en petits villages : le Cosquer, Trégorff, Branrun, Trémoyec, Riniac, Roz, Born, Lambré, Quibéran, Bilair.

### Logement
Surzur est un village résidentiel où la maison individuelle est la règle commune. Toutefois, il se développe des quartiers plus denses pour faire face à la raréfaction du foncier. Les premiers immeubles à étage apparaissent, notamment dans le cadre de la création de ZAC proche du centre bourg. Dans le même temps, Surzur multiplie la création de logement sociaux pour atteindre le taux de 20 % imposé sur Vannes Agglomération. La commune est en outre une commune pilote en matière de développement durable. En 2010, 82 % des maisons y sont des résidences principales, 18 % des résidences secondaires.

### Projets d'aménagement
La livraison d'un centre aquatique de loisir en janvier 2010 est le prémisse de la création d'une zone de 10 ha dédiée au loisir et au tourisme. Restaurants, hôtels, sites de loisirs sont amenés à se développer sur ce site privilégié (Pojets abandonnés au profit de la création d'un centre de formation de pompiers) qui borde l'océan Atlantique et le golfe du Morbihan, à 10 min de Vannes, moins d'une heure de Rennes et Nantes. Le centre bourg devrait quant à lui évoluer à très court terme vers un « centre-ville », plus urbain.

## Économie
- L'économie de Surzur est traditionnellement agricole et ostréicole (du fait de la rivière de Pénerf), on compte ainsi 12 % de professions agricoles à Surzur.
- La construction et l'industrie représentent 24 % des emplois.
- Le secteur tertiaire est le plus grand pourvoyeur d'emplois à Surzur avec environ 60 % des actifs, du fait de la proximité de Vannes mais aussi du tourisme (commerçants, hôtellerie, chambres d'hôtes, employés...).

### Revenus de la population et fiscalité
Revenu net moyen en 2011 : 21 648 € (source Insee).
Propriétaires : 65 % (source Insee).

### Emplois
Taux d'actifs en 2011 : 74,2 % source Insee
Taux de chômage en 2011 : 5,8 % source Insee

### Agriculture et élevage
La polyculture est la règle pour la plupart des exploitations agricoles de Surzur. On y pratique l'élevage bovin, laitier, la céréaliculture (maïs, blé, tournesols, colza, petits-pois, fourrages). Seuls quelques agriculteurs ont complété cette activité traditionnelle d'ateliers d'élevages (porcins ou ovicoles). Compte tenu de l'âge des agriculteurs, le nombre d'unités agricoles ne cesse de décroitre, avec pour corollaire une extension des exploitations existantes. Les domaines agricoles s'étendant sur plus de 100 ha deviennent la norme.
En 1968, on comptait encore 169 exploitations agricoles à Surzur, pour une Surface Agricole Utile représentant 88 % des 5559 hectares cadastrés, soit une surface moyenne des exploitations de moins de 30 hectares, en dépit des travaux de remembrement déjà enclenchés à cette époque. Aujourd'hui on compte une cinquantaine d'exploitants agricoles en activité sur la commune, soit une surface moyenne de 96 hectares.
Dans cette région touristique du sud-Bretagne, certaines fermes proposent aussi des possibilités d'hébergement (chambres d'hôtes et gîtes ruraux).

### Ostréiculture
La rivière de Pénerf a permis l'installation de nombreux chantiers ostréicoles. Ceux-ci sont situés aux pointes de Port-Groix et de Pentès et font face à ceux de Pen Cadénic (commune de le Tour-du-Parc) et de Pénerf.

### Entreprises et commerces
Le bourg possède plusieurs commerces de proximité, une grande surface et des entreprises sont installées dans la Zone artisanale de Lann Borne. À moyen terme une nouvelle zone artisanale est prévue à la limite nord-est de la commune, le long de la route menant à La Trinité-Surzur.

## Politique et administration

### Liste des maires
| Période                                  | Période                     | Identité                   | Étiquette | Qualité |
| ---------------------------------------- | --------------------------- | -------------------------- | --------- | --- |
| Les données manquantes sont à compléter. |                             |                            |           | |
| ~1898                                    | ~1919                       | François Le Vaillant       |           | |
|                                          |                             | Hervé Garaby de Pierrepont |           | |
| ~1944                                    | ?                           | Pierre Le Clair            |           | |
| ~1950                                    | ?                           | Jean-Marie Le Barillec     |           | |
| av. 1965                                 | mars 1977                   | Jean Monsard               |           | |
| mars 1977                                | 24 mars 1989                | Marcel Le Névé             | DVD       | Inspecteur du Trésor |
| 24 mars 1989                             | 25 mai 1992                 | Micheline Quévat           |           | Démissionnaire pour raisons familiales                                                                                  |
| 26 juin 1992                             | 23 mars 2001                | Lucien Damour              |           | Retraité, ancien premier adjoint                                                                                        |
| 23 mars 2001                             | 4 avril 2014                | Marcel Le Nevé             | DVD       | Ancien trésorier principal du Trésor public Vice-président de Vannes agglo                                              |
| 4 avril 2014                             | 26 mai 2020                 | Michèle Nadeau             | DVD       | Cadre bancaire retraitée Conseillère départementale de Séné (2015 → 2021) Vice-présidente de Vannes agglo (2014 → 2016) |
| 26 mai 2020                              | En cours (au 28 avril 2022) | Noëlle Chenot              | SE        | Gestionnaire 3e vice-présidente GMVA (2020 → )                                                                          |

## Population et société

### Démographie
L'évolution du nombre d'habitants est connue à travers les recensements de la population effectués dans la commune depuis 1793. Pour les communes de moins de 10 000 habitants, une enquête de recensement portant sur toute la population est réalisée tous les cinq ans, les populations de référence des années intermédiaires étant quant à elles estimées par interpolation ou extrapolation. Pour la commune, le premier recensement exhaustif entrant dans le cadre du nouveau dispositif a été réalisé en 2007.

En 2022, la commune comptait 5 110 habitants, en évolution de +18,12 % par rapport à 2016 (Morbihan : +3,82 %, France hors Mayotte : +2,11 %).
| 1793  | 1800  | 1806  | 1821  | 1831  | 1836  | 1841  | 1846  | 1851  |
| ----- | ----- | ----- | ----- | ----- | ----- | ----- | ----- | ----- |
| 2 503 | 2 587 | 1 897 | 2 227 | 2 299 | 2 209 | 2 199 | 2 280 | 2 268 |

| 1856  | 1861  | 1866  | 1872  | 1876  | 1881  | 1886  | 1891  | 1896  |
| ----- | ----- | ----- | ----- | ----- | ----- | ----- | ----- | ----- |
| 2 205 | 2 216 | 2 151 | 2 184 | 2 147 | 2 123 | 2 093 | 2 051 | 2 131 |

| 1901  | 1906  | 1911  | 1921  | 1926  | 1931  | 1936  | 1946  | 1954  |
| ----- | ----- | ----- | ----- | ----- | ----- | ----- | ----- | ----- |
| 2 165 | 2 149 | 2 133 | 1 801 | 1 779 | 1 680 | 1 686 | 1 765 | 1 490 |

| 1962  | 1968  | 1975  | 1982  | 1990  | 1999  | 2006  | 2007  | 2012  |
| ----- | ----- | ----- | ----- | ----- | ----- | ----- | ----- | ----- |
| 1 492 | 1 461 | 1 452 | 1 658 | 2 081 | 2 434 | 3 171 | 3 276 | 3 927 |

| 2017  | 2022  | - | - | - | - | - | - | - |
| ----- | ----- | - | - | - | - | - | - | - |
| 4 429 | 5 110 | - | - | - | - | - | - | - |

### Enseignement

#### Langue bretonne
À la rentrée 2016, 92 élèves étaient scolarisés dans la filière bilingue catholique (soit 17,1 % des enfants de la commune inscrits dans le primaire).

#### Établissements scolaires
Sur la commune de Surzur se trouvent deux écoles primaires : l'école publique Victor-Hugo et une école privée, l'école primaire Saint-André.

### Cultes
Le bourg de Surzur se développe autour de l'église, dont le patron est saint Symphorien, aux bases romanes et remaniée au XIXe siècle. Réservée au culte catholique, son clocher de 1905 culmine à 42 mètres et est visible loin dans la campagne environnante. La chapelle des fonts baptismaux abrite une peinture de l'artiste breton Xavier de Langlais. Le retable en bois peint date du milieu du XVIIIe siècle. Toujours dans le centre-bourg se trouve la chapelle de Recouvrance également appelée « du bas du bourg », construite dans le style gothique. Aujourd'hui désaffectée, elle est régulièrement ouverte à différentes expositions. Les autres chapelles non privées réparties dans la campagne sont toutes affectées au culte catholique ; chapelle de Sainte-Anne-Grappon, où est célébré un pardon annuel au mois de juillet, la chapelle de Sainte-Hélène, au village de Brarun, et la chapelle de Saint-Marc, au village de Trémoyec, toutes situées dans la partie sud de la commune.

### Santé
On y dénombre une pharmacie, une clinique vétérinaire, un cabinet dentaire et de médecine générale.

### Sports
Surzur a beaucoup de clubs de sport : -Le club de football Étoile sportive de Surzur -Le club de handball HBC Rhuys  -Un club de tennis -Une école de danse -Une association de badminton  -Un centre équestre -Le centre aquatique  -Un club de karaté.

## Culture et patrimoine

### Lieux et monuments
Très étendue, la paroisse de Surzur comprenait deux frairies (Hézo et La Trinité) et de nombreuses seigneuries. Surzur possède de nombreux manoirs et chapelles.

#### Église paroissiale Saint-Symphorien
Elle a été construite au XIe siècle et remaniée au XVIe siècle et au XIXe siècle. Elle est en forme de croix latine à chevet plat et était originellement surmontée d'une tour de croisée supprimée au XIXe siècle.
La façade ouest, caractéristique des constructions romanes bretonnes, est flanquée de quatre contreforts maçonnés. Le portail, encadré de multiples voussures, est percé dans un massif maçonné en avancée formant galbe et surmonté d'une fenêtre axiale de plein cintre à double rouleau. La chapelle latérale sud (XVIe siècle) est de style gothique flamboyant. Le clocher formant porche est édifié en 1904 sur les dessins de l'architecte vannetais Caubert de Cléry au bout du transept sud.
À l'intérieur, la nef et la croisée de transept ont conservé une grande partie de leurs dispositions romanes. La nef de quatre travées ouvre sur les bas côtés par des arcades de plein cintre retombant sur des piles cylindriques à simple tailloir. Au-dessus, les petites fenêtres de plein cintre qui éclairaient la nef ont été aveuglées par la surélévation des bas-côtés. L'arc triomphal de plein cintre retombe sur des colonnes engagées aux chapiteaux sculptés (oves, volutes, motifs végétaux stylisés). Dans le chœur, superbe retable de 1751.
L' ancien presbytère (XVIIe siècle-XIXe siècle), situé impasse du Presbytère, forme un bel ensemble architectural organisé en U autour d’une cour fermée par un mur de pierre et un portail à deux pilastres flanqué au gauche d’une porte piétonnière en arc de cercle.
Calvaire.

#### Les chapelles
- Chapelle Notre-Dame de Recouvrance. Appelée aussi Notre-Dame du Bas-bourg, elle a perdu sa chapelle nord. Il existe dans le chevet de superbes vitraux de Laumonier. La chapelle remonterait au XIVe siècle, mais il ne reste de cette période que les fondations, l'ensemble remontant au XVIe siècle. Le clocheton est du XIXe siècle. Elle fut, de 1874 à l'après-guerre, le siège de la « congrégation de la Sainte Vierge ». Elle est en cours de restauration.
- Chapelle Sainte-Hélène. À Brarun, sur la route de Port Groix. Le chœur possède un autel galbé. Cette chapelle date du XVe siècle et a été sauvée de la ruine par une association de bénévoles. Belle fontaine. Pardon le 18 juin.
- Chapelle Saint-Marc': À Trémoyec. Elle date du XVIe siècle et a aussi été sauvée par une association de bénévoles. Son clocheton est du XIXe siècle. Sol en terre battue.
- Chapelle Sainte-Anne-Grappon' (ou Graz au Pont) : Retable et tableau du XVIIe siècle, uniques en Bretagne. Elle fut reconstruite en 1690. Voûte lambrissée bleue constellée d'étoiles. Très belle fontaine, de 1690, ornée de deux rangs à trois boules à signification énigmatique.
- Chapelle du Grégo : XIXe siècle, privée.
- Chapelle du manoir de Pérénès : privée.
- Chapelle de Pembulzo : 1777, privée.
- Ancienne chapelle de Riniac, ou Reniac, au sud-est.

#### Manoirs et châteaux
- Manoir de Pérénès : privé. Date du XVe siècle avec des ajouts au XIXè et au tout début du XXè siècle. Le domaine appartint successivement aux familles de Rosnharou, de Lescouble, de Lescoet, Garaby de Pierrepont et actuellement à la famille Texier. L'armée allemande s'y installa pendant la Seconde Guerre mondiale et l'incendia partiellement lors de sa retraite. Le domaine conserve l'ancienne chapelle signalée par un clocheton peu courant dans la région. Il est inscrit à l'inventaire général du patrimoine culturel[45] ;
- Manoir de Cohanno : monument historique. Ce domaine date de 1427 et fut à l'origine propriété de la famille de Francheville avant d'être acheté par le seigneur de Kerguisé. Il appartint notamment par la suite à Xavier de Langlais. Domaine privé. Les peintures de l'artiste au plafond du manoir ont été restaurées en 2006. Propriété de la famille de Langlais (à l'origine de la reconstruction de la chapelle Notre-Dame-de-la-Côte en Sarzeau) ;
- Manoir de Kerguizec : il ne reste plus de cet ancien château qu'un colombier et un four. Une tour d'escalier était mentionnée sur les divers cadastres du milieu du XIXe siècle, qui n'existe plus aujourd'hui. L'ensemble a été fortement remanié vers 1900 avec des remplois des vestiges de l'ancien manoir. Il appartenait jusqu'au XVIIe siècle aux Le Sénéchal de Kerguizec qui s'installent ensuite à Kohanno. Il est inscrit à l'inventaire général du patrimoine culturel[46] ;
- Château du Grégo : il fut lui aussi occupé par l'armée allemande qui s'empara des tableaux qui s'y trouvaient. Propriété privée. L'origine remonte au XVe siècle, mais le château actuel a été reconstruit pour les du Bot vers 1750. De l'ancien château, le seul vestige est le colombier. Sur un fronton, on distingue encore les armes de la famille Le Fresne de Virel et Pontbellanger. Pendant la Terreur, alors que son mari participait activement à la contre-révolution, Louise Du Bot n'hésita pas à s'entendre avec les autorités révolutionnaires pour conserver son domaine. Propriété des familles Beaumont (1448-fin du XVIe siècle), du Bot du Grégo (le château actuel a été reconstruit par eux vers 1750), d'Amphernet de Pontbellanger (les armes de ces deux dernières familles sont visibles sur la façade) et enfin par mariage Le Fresne de Virel (1839), auxquels il appartient encore aujourd'hui. Il subit d'importants remaniements au XIXe siècle, sur le château lui-même (adjonction des nombreuses lucarnes, destruction de la chapelle...), sur les communs (destruction, ajouts...). Une chapelle de style néogothique est construite en remplacement de l'ancienne, dans le parc, à l'écart des logis.  L'ensemble s'accompagne d'un colombier du XVIIe siècle. Le château est situé au bout d'une longue allée privée débouchant sur la route de Sulniac dans un vaste domaine boisé. Propriété de la famille du Général Henri de Virel, mort en 1945 : familles de Medlege et de Virel. Il est inscrit à l'inventaire général du patrimoine culturel[47] ;
- Manoir de Kohanno Kozh date des XVIIe et XVIIIe siècles, il est inscrit à l'inventaire général du patrimoine culturel[48] ;
- Manoir de Pembulzo remontant au Moyen Âge. Le manoir actuel date des XVIIIe et XIXe siècles. Chapelle 1777 et communs anciens. Elle fut bénite le 4 novembre 1777 : c'est Nicolas Charles Huchet de la Bédoyère, vicomte de la Benneraye, chevalier de Saint-Louis, qui la fit construire. À la fin du XIXe siècle, le vieux manoir, dont l'origine remonte à 1440, fut brûlé. Les La Bédoyère le reconstruisirent donc avec les vestiges. Le lieu fut vendu plusieurs fois au cours du XXe siècle. Seule la chapelle reste donc aujourd'hui ancienne. Propriété de la famille de Kermel. Il est inscrit à l'inventaire général du patrimoine culturel[49] ;
- Manoir ou château du Guermeur : construit au début du XXe siècle par la famille de Langlais, propriétaire du manoir voisin. Revendu depuis, le château est entouré d'un vaste parc boisé entre la D 20 et la route du Tour-du-Parc, un étang s'y trouve à proximité. Une aile, prévue par l'architecte, ne fut jamais réalisée à cause de la guerre de 1914. Il fut bâti par M. René du Guermeur, oncle de Xavier de Langlais.

Les terres nobles sont nombreuses à Surzur. Sur certaines d'entre elles ont existé ou existent encore des manoirs ou logis. L'inventaire du patrimoine culturel de Bretagne a recensé plusieurs fermes dont certaines sont assez anciennes. Monseigneur de Vautorte, dans son aveu détaillé du 5 avril 1683, cite la « maison de L'Epinaye, à dame Anne de Goulaine, douairière du Plessis » et « la maison du Vaujour, à Messire René du Cambout, sieur dudit lieu ». À cette époque, « maison » a le sens de château, manoir. C'est ainsi qu'est également cité dans le même texte la « maison de Bonnervaud », paroisse de Theix, où s'élève le manoir qu'on peut toujours voir aujourd'hui, ou encore la « maison de Pérennes » paroisse de Surzur. Cet aveu autorise donc à dire qu'au XVIIe siècle, les seigneuries de l'Epinaye et du Vaujour possédaient un manoir, de même importance que Cohanno ou Pérennes.

### Manifestations culturelles et festivités
Pardon religieux de Sainte-Anne-Grapon, le dimanche le plus proche du 26 juillet (fête de Sainte-Anne).
Fêtes du Bœuf et de l'Huître, au mois d'août, véritables repas champêtres en plein centre du village.

### Héraldique
|  | Les armoiries de Surzur se blasonnent ainsi : D’argent à une bande de gueules chargée de 3 fleurs de lys au naturel, posées dans la bande ; accompagnée de 2 hermines de sables. Au chef ondé d’azur, chargé de 3 coquilles d’or. |

## Personnalités liées à la commune
- Xavier de Langlais, peintre, auteur d'une Vierge à l'Enfant dans l'église.
- David Le Porho, champion du monde de raquettes, a grandi à Surzur.
- Henri de Virel (1897 - château de Blanchecoudre à Breuil-Chaussée - 1945 Strassfurt), général et résistant, mort en déportation, inhumé dans le cimetière communal.